# Summer Holiday (album)
A Summer Holiday című filmzenealbum Cliff Richard brit énekes és a The Shadows közös  lemeze, amely 1963 januárjában jelent meg. Ugyanebben az évben jelent meg Cliff Richard Summer Holiday című filmje. Kislemezként is kiadták a lemezen elhangzó Summer Holidayt 1963-ban és a Foot Tappert.

## Dalok listája
(az eredeti lemez)
| #   | Cím                        | Szövegíró                               | Előadók                                         | Hossz |
| --- | -------------------------- | --------------------------------------- | ----------------------------------------------- | ----- |
| 1.  | Seven Days to a Holiday    | Peter Myers, Ronald Cass                | Cliff Richard és a The Shadows                  | 3:12  |
| 2.  | Summer Holiday             | Bruce Welch, Brian Bennett              | Cliff Richard és a The Shadows                  | 2:10  |
| 3.  | Let Us Take You for a Ride | Peter Myers, Ronald Cass                | Cliff Richard és a The Shadows                  | 4:38  |
| 4.  | Les Girls                  | Peter Myers, Ronald Cass                | The Shadows                                     | 2:00  |
| 5.  | Round and Round            | Brian Bennett, Hank Marvin, Bruce Welch | The Shadows                                     | 2:04  |
| 6.  | Foot Tapper                | Hank Marvin, Bruce Welch                | The Shadows                                     | 2:26  |
| 7.  | Stranger in Town           | Peter Myers, Ronald Cass                | Cliff Richard és a The Shadows                  | 2:35  |
| 8.  | Orlando's Mime             | Stanley Black                           | Cliff Richard és a The Shadows                  | 2:17  |
| 9.  | Bachelor Boy               | Cliff Richard, Bruce Welch              | Cliff Richard és a The Shadows                  | 2:02  |
| 10. | A Swingin' Affair          | Peter Myers, Ronald Cass                | Cliff Richard és a The Shadows és Grazina Frame | 4:17  |
| 11. | Really Waltzing            | Peter Myers, Ronald Cass                | Cliff Richard és a The Shadows                  | 1:57  |
| 12. | All At Once                | Peter Myers, Ronald Cass                | Cliff Richard és a The Shadows                  | 3:52  |
| 13. | Dancing Shoes              | Bruce Welch, Hank Marvin                | Cliff Richard és a The Shadows                  | 2:10  |
| 14. | Jugoslav Wedding           | Peter Myers, Ronald Cass                | The A.B.S. Orchestra                            | 2:59  |
| 15. | The Next Time              | Buddy Kaye, Philip Springer             | Cliff Richard és a The Shadows                  | 2:58  |
| 16. | Big News                   | Cliff Richard                           | Cliff Richard és a The Shadows                  | 1:54  |

Közreműködők:
- The Mike Sammes Singers (háttér- és support vocals)
- The Associated British Studio Orchestra Stanley Black vezényletével (zenekari és egyéb hangszerek)

## Helyezések
| Megjelenés dátuma | Kislemez címe        | Kislemez címe        | Kislemez címe        | Kislemez címe        | Kislemez címe        | Kislemez címe        | Kislemez címe        | Kislemez címe        | Kislemez címe        | Kislemez címe        | Kislemez címe        | Kislemez címe        | Kislemez címe        | Kislemez címe        | Kislemez címe        | Kislemez címe        | Kislemez címe        | Kislemez címe        | Kislemez címe        | Kislemez címe        | Kislemez címe        | Kislemez címe        | Kislemez címe        | Kislemez címe        | Kislemez címe        | Kislemez címe        | Kislemez címe        | Kislemez címe        | Kislemez címe        | Kislemez címe        | Kislemez címe        | Kislemez címe        | Kislemez címe        | Kislemez címe        | Kislemez címe        | Kislemez címe        | Kislemez címe        | Kislemez címe        | Kislemez címe        | Kislemez címe        | Kislemez címe        | Kislemez címe        | Kislemez címe        | Kislemez címe        | Kislemez címe        | Kislemez címe        | Kislemez címe        | Kislemez címe        | Kislemez címe        | Kislemez címe        | Kislemez címe        | Kislemez címe        | Kislemez címe        | Kislemez címe        | Kislemez címe        | Kislemez címe        | Kislemez címe        | Kislemez címe        | Kislemez címe        | Kislemez címe        | Kislemez címe        | Kislemez címe        | Kislemez címe        | Kislemez címe        | Kislemez címe        | Kislemez címe        | Kislemez címe        | Kislemez címe        | Kislemez címe        | Kislemez címe        | Kislemez címe        | Kislemez címe        | Kislemez címe        | Kislemez címe        | Kislemez címe        | Kislemez címe        | Kislemez címe        | Kislemez címe        | Kislemez címe        | Kislemez címe        | Kislemez címe        | Kislemez címe        | Kislemez címe        | Kislemez címe        | Kislemez címe        | Kislemez címe        | Kislemez címe        | Kislemez címe        | Kislemez címe        | Kislemez címe        | Kislemez címe        | Kislemez címe        | Kislemez címe        | Kislemez címe        | Kislemez címe        | Kislemez címe        | Kislemez címe        | Kislemez címe        | Kislemez címe        | Kislemez címe        | Kislemez címe        | Kislemez címe        | Kislemez címe        | Kislemez címe        | Kislemez címe        | Kislemez címe        | Kislemez címe        | Kislemez címe        | Kislemez címe        | Kislemez címe        | Kislemez címe        | Kislemez címe        | Kislemez címe        | Kislemez címe        | Kislemez címe        | Kislemez címe        | Kislemez címe        | Kislemez címe        | Kislemez címe        | Kislemez címe        | Kislemez címe        | Kislemez címe        | Kislemez címe        | Kislemez címe        | Kislemez címe        | Kislemez címe        | Kislemez címe        | Kislemez címe        | Kislemez címe        | Kislemez címe        | Kislemez címe        | Kislemez címe        | Kislemez címe        | Kislemez címe        | Kislemez címe        | UK             | USA          | Ausztrália | Kanada | Írország | Új-Zéland | Hongkong | Svédország | Hollandia | Dél-Afrika | Franciaország | Izrael |
| ----------------- | -------------------- | -------------------- | -------------------- | -------------------- | -------------------- | -------------------- | -------------------- | -------------------- | -------------------- | -------------------- | -------------------- | -------------------- | -------------------- | -------------------- | -------------------- | -------------------- | -------------------- | -------------------- | -------------------- | -------------------- | -------------------- | -------------------- | -------------------- | -------------------- | -------------------- | -------------------- | -------------------- | -------------------- | -------------------- | -------------------- | -------------------- | -------------------- | -------------------- | -------------------- | -------------------- | -------------------- | -------------------- | -------------------- | -------------------- | -------------------- | -------------------- | -------------------- | -------------------- | -------------------- | -------------------- | -------------------- | -------------------- | -------------------- | -------------------- | -------------------- | -------------------- | -------------------- | -------------------- | -------------------- | -------------------- | -------------------- | -------------------- | -------------------- | -------------------- | -------------------- | -------------------- | -------------------- | -------------------- | -------------------- | -------------------- | -------------------- | -------------------- | -------------------- | -------------------- | -------------------- | -------------------- | -------------------- | -------------------- | -------------------- | -------------------- | -------------------- | -------------------- | -------------------- | -------------------- | -------------------- | -------------------- | -------------------- | -------------------- | -------------------- | -------------------- | -------------------- | -------------------- | -------------------- | -------------------- | -------------------- | -------------------- | -------------------- | -------------------- | -------------------- | -------------------- | -------------------- | -------------------- | -------------------- | -------------------- | -------------------- | -------------------- | -------------------- | -------------------- | -------------------- | -------------------- | -------------------- | -------------------- | -------------------- | -------------------- | -------------------- | -------------------- | -------------------- | -------------------- | -------------------- | -------------------- | -------------------- | -------------------- | -------------------- | -------------------- | -------------------- | -------------------- | -------------------- | -------------------- | -------------------- | -------------------- | -------------------- | -------------------- | -------------------- | -------------------- | -------------------- | -------------------- | -------------------- | -------------------- | -------------------- | -------------------- | -------------- | ------------ | ---------- | ------ | -------- | --------- | -------- | ---------- | --------- | ---------- | ------------- | ------ |
| 1963. február     | Summer Holiday (dal) | Summer Holiday (dal) | Summer Holiday (dal) | Summer Holiday (dal) | Summer Holiday (dal) | Summer Holiday (dal) | Summer Holiday (dal) | Summer Holiday (dal) | Summer Holiday (dal) | Summer Holiday (dal) | Summer Holiday (dal) | Summer Holiday (dal) | Summer Holiday (dal) | Summer Holiday (dal) | Summer Holiday (dal) | Summer Holiday (dal) | Summer Holiday (dal) | Summer Holiday (dal) | Summer Holiday (dal) | Summer Holiday (dal) | Summer Holiday (dal) | Summer Holiday (dal) | Summer Holiday (dal) | Summer Holiday (dal) | Summer Holiday (dal) | Summer Holiday (dal) | Summer Holiday (dal) | Summer Holiday (dal) | Summer Holiday (dal) | Summer Holiday (dal) | Summer Holiday (dal) | Summer Holiday (dal) | Summer Holiday (dal) | Summer Holiday (dal) | Summer Holiday (dal) | Summer Holiday (dal) | Summer Holiday (dal) | Summer Holiday (dal) | Summer Holiday (dal) | Summer Holiday (dal) | Summer Holiday (dal) | Summer Holiday (dal) | Summer Holiday (dal) | Summer Holiday (dal) | Summer Holiday (dal) | Summer Holiday (dal) | Summer Holiday (dal) | Summer Holiday (dal) | Summer Holiday (dal) | Summer Holiday (dal) | Summer Holiday (dal) | Summer Holiday (dal) | Summer Holiday (dal) | Summer Holiday (dal) | Summer Holiday (dal) | Summer Holiday (dal) | Summer Holiday (dal) | Summer Holiday (dal) | Summer Holiday (dal) | Summer Holiday (dal) | Summer Holiday (dal) | Summer Holiday (dal) | Summer Holiday (dal) | Summer Holiday (dal) | Summer Holiday (dal) | Summer Holiday (dal) | Summer Holiday (dal) | Summer Holiday (dal) | Summer Holiday (dal) | Summer Holiday (dal) | Summer Holiday (dal) | Summer Holiday (dal) | Summer Holiday (dal) | Summer Holiday (dal) | Summer Holiday (dal) | Summer Holiday (dal) | Summer Holiday (dal) | Summer Holiday (dal) | Summer Holiday (dal) | Summer Holiday (dal) | Summer Holiday (dal) | Summer Holiday (dal) | Summer Holiday (dal) | Summer Holiday (dal) | Summer Holiday (dal) | Summer Holiday (dal) | Summer Holiday (dal) | Summer Holiday (dal) | Summer Holiday (dal) | Summer Holiday (dal) | Summer Holiday (dal) | Summer Holiday (dal) | Summer Holiday (dal) | Summer Holiday (dal) | Summer Holiday (dal) | Summer Holiday (dal) | Summer Holiday (dal) | Summer Holiday (dal) | Summer Holiday (dal) | Summer Holiday (dal) | Summer Holiday (dal) | Summer Holiday (dal) | Summer Holiday (dal) | Summer Holiday (dal) | Summer Holiday (dal) | Summer Holiday (dal) | Summer Holiday (dal) | Summer Holiday (dal) | Summer Holiday (dal) | Summer Holiday (dal) | Summer Holiday (dal) | Summer Holiday (dal) | Summer Holiday (dal) | Summer Holiday (dal) | Summer Holiday (dal) | Summer Holiday (dal) | Summer Holiday (dal) | Summer Holiday (dal) | Summer Holiday (dal) | Summer Holiday (dal) | Summer Holiday (dal) | Summer Holiday (dal) | Summer Holiday (dal) | Summer Holiday (dal) | Summer Holiday (dal) | Summer Holiday (dal) | Summer Holiday (dal) | Summer Holiday (dal) | Summer Holiday (dal) | Summer Holiday (dal) | Summer Holiday (dal) | Summer Holiday (dal) | Summer Holiday (dal) | Summer Holiday (dal) | Summer Holiday (dal) | 1              | -            | 3          | 1      | 2        | -         | -        | -          | -         | -          | -             | -      |
| 1963. február     | Dancing Shoes        | Dancing Shoes        | Dancing Shoes        | Dancing Shoes        | Dancing Shoes        | Dancing Shoes        | Dancing Shoes        | Dancing Shoes        | Dancing Shoes        | Dancing Shoes        | Dancing Shoes        | Dancing Shoes        | Dancing Shoes        | Dancing Shoes        | Dancing Shoes        | Dancing Shoes        | Dancing Shoes        | Dancing Shoes        | Dancing Shoes        | Dancing Shoes        | Dancing Shoes        | Dancing Shoes        | Dancing Shoes        | Dancing Shoes        | Dancing Shoes        | Dancing Shoes        | Dancing Shoes        | Dancing Shoes        | Dancing Shoes        | Dancing Shoes        | Dancing Shoes        | Dancing Shoes        | Dancing Shoes        | Dancing Shoes        | Dancing Shoes        | Dancing Shoes        | Dancing Shoes        | Dancing Shoes        | Dancing Shoes        | Dancing Shoes        | Dancing Shoes        | Dancing Shoes        | Dancing Shoes        | Dancing Shoes        | Dancing Shoes        | Dancing Shoes        | Dancing Shoes        | Dancing Shoes        | Dancing Shoes        | Dancing Shoes        | Dancing Shoes        | Dancing Shoes        | Dancing Shoes        | Dancing Shoes        | Dancing Shoes        | Dancing Shoes        | Dancing Shoes        | Dancing Shoes        | Dancing Shoes        | Dancing Shoes        | Dancing Shoes        | Dancing Shoes        | Dancing Shoes        | Dancing Shoes        | Dancing Shoes        | Dancing Shoes        | Dancing Shoes        | Dancing Shoes        | Dancing Shoes        | Dancing Shoes        | Dancing Shoes        | Dancing Shoes        | Dancing Shoes        | Dancing Shoes        | Dancing Shoes        | Dancing Shoes        | Dancing Shoes        | Dancing Shoes        | Dancing Shoes        | Dancing Shoes        | Dancing Shoes        | Dancing Shoes        | Dancing Shoes        | Dancing Shoes        | Dancing Shoes        | Dancing Shoes        | Dancing Shoes        | Dancing Shoes        | Dancing Shoes        | Dancing Shoes        | Dancing Shoes        | Dancing Shoes        | Dancing Shoes        | Dancing Shoes        | Dancing Shoes        | Dancing Shoes        | Dancing Shoes        | Dancing Shoes        | Dancing Shoes        | Dancing Shoes        | Dancing Shoes        | Dancing Shoes        | Dancing Shoes        | Dancing Shoes        | Dancing Shoes        | Dancing Shoes        | Dancing Shoes        | Dancing Shoes        | Dancing Shoes        | Dancing Shoes        | Dancing Shoes        | Dancing Shoes        | Dancing Shoes        | Dancing Shoes        | Dancing Shoes        | Dancing Shoes        | Dancing Shoes        | Dancing Shoes        | Dancing Shoes        | Dancing Shoes        | Dancing Shoes        | Dancing Shoes        | Dancing Shoes        | Dancing Shoes        | Dancing Shoes        | Dancing Shoes        | Dancing Shoes        | Dancing Shoes        | Dancing Shoes        | Dancing Shoes        | Dancing Shoes        | Dancing Shoes        | Dancing Shoes        | Dancing Shoes        | Dancing Shoes        | nem jelent meg | -            | 3          | 1      | -        | -         |          |            |           |            |               |        |
| 1963. március 7.  | Foot Tapper          | Foot Tapper          | Foot Tapper          | Foot Tapper          | Foot Tapper          | Foot Tapper          | Foot Tapper          | Foot Tapper          | Foot Tapper          | Foot Tapper          | Foot Tapper          | Foot Tapper          | Foot Tapper          | Foot Tapper          | Foot Tapper          | Foot Tapper          | Foot Tapper          | Foot Tapper          | Foot Tapper          | Foot Tapper          | Foot Tapper          | Foot Tapper          | Foot Tapper          | Foot Tapper          | Foot Tapper          | Foot Tapper          | Foot Tapper          | Foot Tapper          | Foot Tapper          | Foot Tapper          | Foot Tapper          | Foot Tapper          | Foot Tapper          | Foot Tapper          | Foot Tapper          | Foot Tapper          | Foot Tapper          | Foot Tapper          | Foot Tapper          | Foot Tapper          | Foot Tapper          | Foot Tapper          | Foot Tapper          | Foot Tapper          | Foot Tapper          | Foot Tapper          | Foot Tapper          | Foot Tapper          | Foot Tapper          | Foot Tapper          | Foot Tapper          | Foot Tapper          | Foot Tapper          | Foot Tapper          | Foot Tapper          | Foot Tapper          | Foot Tapper          | Foot Tapper          | Foot Tapper          | Foot Tapper          | Foot Tapper          | Foot Tapper          | Foot Tapper          | Foot Tapper          | Foot Tapper          | Foot Tapper          | Foot Tapper          | Foot Tapper          | Foot Tapper          | Foot Tapper          | Foot Tapper          | Foot Tapper          | Foot Tapper          | Foot Tapper          | Foot Tapper          | Foot Tapper          | Foot Tapper          | Foot Tapper          | Foot Tapper          | Foot Tapper          | Foot Tapper          | Foot Tapper          | Foot Tapper          | Foot Tapper          | Foot Tapper          | Foot Tapper          | Foot Tapper          | Foot Tapper          | Foot Tapper          | Foot Tapper          | Foot Tapper          | Foot Tapper          | Foot Tapper          | Foot Tapper          | Foot Tapper          | Foot Tapper          | Foot Tapper          | Foot Tapper          | Foot Tapper          | Foot Tapper          | Foot Tapper          | Foot Tapper          | Foot Tapper          | Foot Tapper          | Foot Tapper          | Foot Tapper          | Foot Tapper          | Foot Tapper          | Foot Tapper          | Foot Tapper          | Foot Tapper          | Foot Tapper          | Foot Tapper          | Foot Tapper          | Foot Tapper          | Foot Tapper          | Foot Tapper          | Foot Tapper          | Foot Tapper          | Foot Tapper          | Foot Tapper          | Foot Tapper          | Foot Tapper          | Foot Tapper          | Foot Tapper          | Foot Tapper          | Foot Tapper          | Foot Tapper          | Foot Tapper          | Foot Tapper          | Foot Tapper          | Foot Tapper          | Foot Tapper          | Foot Tapper          | Foot Tapper          | 1              | -            | -          | -      | -        | -         | -        | -          | -         |            |               |        |
| 1963. március 7.  | The Breeze and I     | The Breeze and I     | The Breeze and I     | The Breeze and I     | The Breeze and I     | The Breeze and I     | The Breeze and I     | The Breeze and I     | The Breeze and I     | The Breeze and I     | The Breeze and I     | The Breeze and I     | The Breeze and I     | The Breeze and I     | The Breeze and I     | The Breeze and I     | The Breeze and I     | The Breeze and I     | The Breeze and I     | The Breeze and I     | The Breeze and I     | The Breeze and I     | The Breeze and I     | The Breeze and I     | The Breeze and I     | The Breeze and I     | The Breeze and I     | The Breeze and I     | The Breeze and I     | The Breeze and I     | The Breeze and I     | The Breeze and I     | The Breeze and I     | The Breeze and I     | The Breeze and I     | The Breeze and I     | The Breeze and I     | The Breeze and I     | The Breeze and I     | The Breeze and I     | The Breeze and I     | The Breeze and I     | The Breeze and I     | The Breeze and I     | The Breeze and I     | The Breeze and I     | The Breeze and I     | The Breeze and I     | The Breeze and I     | The Breeze and I     | The Breeze and I     | The Breeze and I     | The Breeze and I     | The Breeze and I     | The Breeze and I     | The Breeze and I     | The Breeze and I     | The Breeze and I     | The Breeze and I     | The Breeze and I     | The Breeze and I     | The Breeze and I     | The Breeze and I     | The Breeze and I     | The Breeze and I     | The Breeze and I     | The Breeze and I     | The Breeze and I     | The Breeze and I     | The Breeze and I     | The Breeze and I     | The Breeze and I     | The Breeze and I     | The Breeze and I     | The Breeze and I     | The Breeze and I     | The Breeze and I     | The Breeze and I     | The Breeze and I     | The Breeze and I     | The Breeze and I     | The Breeze and I     | The Breeze and I     | The Breeze and I     | The Breeze and I     | The Breeze and I     | The Breeze and I     | The Breeze and I     | The Breeze and I     | The Breeze and I     | The Breeze and I     | The Breeze and I     | The Breeze and I     | The Breeze and I     | The Breeze and I     | The Breeze and I     | The Breeze and I     | The Breeze and I     | The Breeze and I     | The Breeze and I     | The Breeze and I     | The Breeze and I     | The Breeze and I     | The Breeze and I     | The Breeze and I     | The Breeze and I     | The Breeze and I     | The Breeze and I     | The Breeze and I     | The Breeze and I     | The Breeze and I     | The Breeze and I     | The Breeze and I     | The Breeze and I     | The Breeze and I     | The Breeze and I     | The Breeze and I     | The Breeze and I     | The Breeze and I     | The Breeze and I     | The Breeze and I     | The Breeze and I     | The Breeze and I     | The Breeze and I     | The Breeze and I     | The Breeze and I     | The Breeze and I     | The Breeze and I     | The Breeze and I     | The Breeze and I     | The Breeze and I     | The Breeze and I     | The Breeze and I     | The Breeze and I     | The Breeze and I     | -              | -            | -          | -      | -        | -         | -        | -          | -         | -          | -             | -      |
| 1962. november    | The Next Time        | The Next Time        | The Next Time        | The Next Time        | The Next Time        | The Next Time        | The Next Time        | The Next Time        | The Next Time        | The Next Time        | The Next Time        | The Next Time        | The Next Time        | The Next Time        | The Next Time        | The Next Time        | The Next Time        | The Next Time        | The Next Time        | The Next Time        | The Next Time        | The Next Time        | The Next Time        | The Next Time        | The Next Time        | The Next Time        | The Next Time        | The Next Time        | The Next Time        | The Next Time        | The Next Time        | The Next Time        | The Next Time        | The Next Time        | The Next Time        | The Next Time        | The Next Time        | The Next Time        | The Next Time        | The Next Time        | The Next Time        | The Next Time        | The Next Time        | The Next Time        | The Next Time        | The Next Time        | The Next Time        | The Next Time        | The Next Time        | The Next Time        | The Next Time        | The Next Time        | The Next Time        | The Next Time        | The Next Time        | The Next Time        | The Next Time        | The Next Time        | The Next Time        | The Next Time        | The Next Time        | The Next Time        | The Next Time        | The Next Time        | The Next Time        | The Next Time        | The Next Time        | The Next Time        | The Next Time        | The Next Time        | The Next Time        | The Next Time        | The Next Time        | The Next Time        | The Next Time        | The Next Time        | The Next Time        | The Next Time        | The Next Time        | The Next Time        | The Next Time        | The Next Time        | The Next Time        | The Next Time        | The Next Time        | The Next Time        | The Next Time        | The Next Time        | The Next Time        | The Next Time        | The Next Time        | The Next Time        | The Next Time        | The Next Time        | The Next Time        | The Next Time        | The Next Time        | The Next Time        | The Next Time        | The Next Time        | The Next Time        | The Next Time        | The Next Time        | The Next Time        | The Next Time        | The Next Time        | The Next Time        | The Next Time        | The Next Time        | The Next Time        | The Next Time        | The Next Time        | The Next Time        | The Next Time        | The Next Time        | The Next Time        | The Next Time        | The Next Time        | The Next Time        | The Next Time        | The Next Time        | The Next Time        | The Next Time        | The Next Time        | The Next Time        | The Next Time        | The Next Time        | The Next Time        | The Next Time        | The Next Time        | The Next Time        | The Next Time        | The Next Time        | The Next Time        | The Next Time        | 1              | -            | 9          | -      | 1        | -         | -        | -          | -         | 1          | 6             | 2      |
| 1962. november    | Bachelor Boy         | Bachelor Boy         | Bachelor Boy         | Bachelor Boy         | Bachelor Boy         | Bachelor Boy         | Bachelor Boy         | Bachelor Boy         | Bachelor Boy         | Bachelor Boy         | Bachelor Boy         | Bachelor Boy         | Bachelor Boy         | Bachelor Boy         | Bachelor Boy         | Bachelor Boy         | Bachelor Boy         | Bachelor Boy         | Bachelor Boy         | Bachelor Boy         | Bachelor Boy         | Bachelor Boy         | Bachelor Boy         | Bachelor Boy         | Bachelor Boy         | Bachelor Boy         | Bachelor Boy         | Bachelor Boy         | Bachelor Boy         | Bachelor Boy         | Bachelor Boy         | Bachelor Boy         | Bachelor Boy         | Bachelor Boy         | Bachelor Boy         | Bachelor Boy         | Bachelor Boy         | Bachelor Boy         | Bachelor Boy         | Bachelor Boy         | Bachelor Boy         | Bachelor Boy         | Bachelor Boy         | Bachelor Boy         | Bachelor Boy         | Bachelor Boy         | Bachelor Boy         | Bachelor Boy         | Bachelor Boy         | Bachelor Boy         | Bachelor Boy         | Bachelor Boy         | Bachelor Boy         | Bachelor Boy         | Bachelor Boy         | Bachelor Boy         | Bachelor Boy         | Bachelor Boy         | Bachelor Boy         | Bachelor Boy         | Bachelor Boy         | Bachelor Boy         | Bachelor Boy         | Bachelor Boy         | Bachelor Boy         | Bachelor Boy         | Bachelor Boy         | Bachelor Boy         | Bachelor Boy         | Bachelor Boy         | Bachelor Boy         | Bachelor Boy         | Bachelor Boy         | Bachelor Boy         | Bachelor Boy         | Bachelor Boy         | Bachelor Boy         | Bachelor Boy         | Bachelor Boy         | Bachelor Boy         | Bachelor Boy         | Bachelor Boy         | Bachelor Boy         | Bachelor Boy         | Bachelor Boy         | Bachelor Boy         | Bachelor Boy         | Bachelor Boy         | Bachelor Boy         | Bachelor Boy         | Bachelor Boy         | Bachelor Boy         | Bachelor Boy         | Bachelor Boy         | Bachelor Boy         | Bachelor Boy         | Bachelor Boy         | Bachelor Boy         | Bachelor Boy         | Bachelor Boy         | Bachelor Boy         | Bachelor Boy         | Bachelor Boy         | Bachelor Boy         | Bachelor Boy         | Bachelor Boy         | Bachelor Boy         | Bachelor Boy         | Bachelor Boy         | Bachelor Boy         | Bachelor Boy         | Bachelor Boy         | Bachelor Boy         | Bachelor Boy         | Bachelor Boy         | Bachelor Boy         | Bachelor Boy         | Bachelor Boy         | Bachelor Boy         | Bachelor Boy         | Bachelor Boy         | Bachelor Boy         | Bachelor Boy         | Bachelor Boy         | Bachelor Boy         | Bachelor Boy         | Bachelor Boy         | Bachelor Boy         | Bachelor Boy         | Bachelor Boy         | Bachelor Boy         | Bachelor Boy         | Bachelor Boy         | Bachelor Boy         | Bachelor Boy         | 26             | 99           | 9          | 2      | 1        | -         | 5        | 3          | 1         | 1          | -             | -      |
| Megjelenés dátuma | Album címe           | Album címe           | Album címe           | Album címe           | Album címe           | Album címe           | Album címe           | Album címe           | Album címe           | Album címe           | Album címe           | Album címe           | Album címe           | Album címe           | Album címe           | Album címe           | Album címe           | Album címe           | Album címe           | Album címe           | Album címe           | Album címe           | Album címe           | Album címe           | Album címe           | Album címe           | Album címe           | Album címe           | Album címe           | Album címe           | Album címe           | Album címe           | Album címe           | Album címe           | Album címe           | Album címe           | Album címe           | Album címe           | Album címe           | Album címe           | Album címe           | Album címe           | Album címe           | Album címe           | Album címe           | Album címe           | Album címe           | Album címe           | Album címe           | Album címe           | Album címe           | Album címe           | Album címe           | Album címe           | Album címe           | Album címe           | Album címe           | Album címe           | Album címe           | Album címe           | Album címe           | Album címe           | Album címe           | Album címe           | Album címe           | Album címe           | Album címe           | Album címe           | Album címe           | Album címe           | Album címe           | Album címe           | Album címe           | Album címe           | Album címe           | Album címe           | Album címe           | Album címe           | Album címe           | Album címe           | Album címe           | Album címe           | Album címe           | Album címe           | Album címe           | Album címe           | Album címe           | Album címe           | Album címe           | Album címe           | Album címe           | Album címe           | Album címe           | Album címe           | Album címe           | Album címe           | Album címe           | Album címe           | Album címe           | Album címe           | Album címe           | Album címe           | Album címe           | Album címe           | Album címe           | Album címe           | Album címe           | Album címe           | Album címe           | Album címe           | Album címe           | Album címe           | Album címe           | Album címe           | Album címe           | Album címe           | Album címe           | Album címe           | Album címe           | Album címe           | Album címe           | Album címe           | Album címe           | Album címe           | Album címe           | Album címe           | Album címe           | Album címe           | Album címe           | Album címe           | Album címe           | Album címe           | Album címe           | Album címe           | Album címe           | UK Helyezés    | USA Helyezés |            |        |          |           |          |            |           |            |               |        |
| 1963. január      | Summer Holiday       | Summer Holiday       | Summer Holiday       | Summer Holiday       | Summer Holiday       | Summer Holiday       | Summer Holiday       | Summer Holiday       | Summer Holiday       | Summer Holiday       | Summer Holiday       | Summer Holiday       | Summer Holiday       | Summer Holiday       | Summer Holiday       | Summer Holiday       | Summer Holiday       | Summer Holiday       | Summer Holiday       | Summer Holiday       | Summer Holiday       | Summer Holiday       | Summer Holiday       | Summer Holiday       | Summer Holiday       | Summer Holiday       | Summer Holiday       | Summer Holiday       | Summer Holiday       | Summer Holiday       | Summer Holiday       | Summer Holiday       | Summer Holiday       | Summer Holiday       | Summer Holiday       | Summer Holiday       | Summer Holiday       | Summer Holiday       | Summer Holiday       | Summer Holiday       | Summer Holiday       | Summer Holiday       | Summer Holiday       | Summer Holiday       | Summer Holiday       | Summer Holiday       | Summer Holiday       | Summer Holiday       | Summer Holiday       | Summer Holiday       | Summer Holiday       | Summer Holiday       | Summer Holiday       | Summer Holiday       | Summer Holiday       | Summer Holiday       | Summer Holiday       | Summer Holiday       | Summer Holiday       | Summer Holiday       | Summer Holiday       | Summer Holiday       | Summer Holiday       | Summer Holiday       | Summer Holiday       | Summer Holiday       | Summer Holiday       | Summer Holiday       | Summer Holiday       | Summer Holiday       | Summer Holiday       | Summer Holiday       | Summer Holiday       | Summer Holiday       | Summer Holiday       | Summer Holiday       | Summer Holiday       | Summer Holiday       | Summer Holiday       | Summer Holiday       | Summer Holiday       | Summer Holiday       | Summer Holiday       | Summer Holiday       | Summer Holiday       | Summer Holiday       | Summer Holiday       | Summer Holiday       | Summer Holiday       | Summer Holiday       | Summer Holiday       | Summer Holiday       | Summer Holiday       | Summer Holiday       | Summer Holiday       | Summer Holiday       | Summer Holiday       | Summer Holiday       | Summer Holiday       | Summer Holiday       | Summer Holiday       | Summer Holiday       | Summer Holiday       | Summer Holiday       | Summer Holiday       | Summer Holiday       | Summer Holiday       | Summer Holiday       | Summer Holiday       | Summer Holiday       | Summer Holiday       | Summer Holiday       | Summer Holiday       | Summer Holiday       | Summer Holiday       | Summer Holiday       | Summer Holiday       | Summer Holiday       | Summer Holiday       | Summer Holiday       | Summer Holiday       | Summer Holiday       | Summer Holiday       | Summer Holiday       | Summer Holiday       | Summer Holiday       | Summer Holiday       | Summer Holiday       | Summer Holiday       | Summer Holiday       | Summer Holiday       | Summer Holiday       | Summer Holiday       | Summer Holiday       | Summer Holiday       | 1              |              |            |        |          |           |          |            |           |            |               |        |